# Galina Xamrai
Galina Xamrai   (Taixkent, 5 d'octubre de 1931 - Moscou, 12 de febrer de 2022) fou una gimnasta artística uzbeka que va competir sota bandera de la Unió Soviètica en els anys posteriors a la Segona Guerra Mundial. Es casà amb el futbolista Anatoli Ilin.
El 1952 va prendre part en els Jocs Olímpics d'Estiu de Hèlsinki, on disputà les set proves del programa de gimnàstica. Guanyà la medalla d'or en la competició del concurs complet per equips i la de plata en el concurs per aparells equips. En les altres proves fou setena en les barres asimètriques i vuitena en el concurs complet individual, l'exercici de terra i la barra d'equilibris.
En el seu palmarès també destaquen tres medalles al Campionat del Món de gimnàstica artística de 1954, dues d'or i una de plata. El 1955 guanyà el campionat soviètic de barra d'equilibris. Una vegada retirada va exercir d'entrenadora i jutge internacional de gimnàstica.